# Albrecht Knaus Verlag
Der Albrecht Knaus Verlag (auch Knaus Verlag, Eigenschreibweise KNAUS) ist ein deutscher Verlag für Belletristik und Sachbücher mit Sitz in München. Er wurde 1978 gegründet und war Teil der Verlagsgruppe Random House (heute Penguin Random House Verlagsgruppe genannt). Im Jahr 2018 ging der Albrecht Knaus Verlag im neu gegründeten Penguin Verlag auf. Bekannt wurde der Verlag vor allem durch die Werke von Walter Kempowski.

## Geschichte
Albrecht Knaus war Lektor im Piper Verlag und Verlagsleiter bei Hoffmann und Campe. 1978 gründete er in Hamburg den nach ihm benannten Albrecht Knaus Verlag, der am 18. Januar 1978 als Einzelunternehmen ins Handelsregister eingetragen wurde. Das Programm von Albrecht Knaus war auf Belletristik und Sachbücher im Taschenbuchformat ausgerichtet. Die Verlagsgruppe Bertelsmann war für Produktion und Vertrieb der Werke zuständig. Die Zusammenarbeit zwischen dem Verleger und Bertelsmann wurde in der Branche zunächst kritisch gesehen, man befürchtete die Instrumentalisierung von Albrecht Knaus für den Konzern. Dieser entschied sich nach eigener Aussage aber bewusst für das Modell und argumentierte mit seiner verlegerischen Freiheit. Einer der ersten Autoren im Albrecht Knaus Verlag war Walter Kempowski, später kamen zum Beispiel Manfred Bieler mit Ewig und drei Tage, Hisako Matsubara mit Abendkranich und Leni Riefenstahl mit ihrer Biografie hinzu.
1984 wurde der Albrecht Knaus Verlag in eine Gesellschaft mit beschränkter Haftung umgewandelt, gleichzeitig fand die Verlegung des Sitzes nach München statt. In Hamburg blieb eine Zweigniederlassung erhalten. 1994 schloss der Albrecht Knaus Verlag mit der Verlagsgruppe Bertelsmann einen Beherrschungsvertrag, 1999 auch einen Gewinnabführungsvertrag. Seitdem wurde der Albrecht Knaus Verlag als Imprint der Verlagsgruppe weitergeführt. Albrecht Knaus leitete den Verlag bis 1989, ihm folgten Hans Ewald Dede und Karl Blessing nach. Betreffend der weiteren Entwicklung wurde geurteilt, dem Verlag fehle seitdem eine „erkennbare Handschrift“. Vertreter des Verlages wiederum wiesen die Kritik als „undifferenzierte Schelte“ zurück und betonten die Unabhängigkeit aller Verlage unter dem Dach der Verlagsgruppe Random House. Auf Dede und Blessing folgte Karl Heinz Bittel, unter dem Werke von Autoren wie zum Beispiel Pascal Mercier und Georg Oswald erschienen. Nach Claudia Vidoni wurde 2009 Wolfgang Ferchl Leiter des Albrecht Knaus Verlags. Im Frühjahr 2017 ging die Verlagsleitung an Britta Egetemeier über, bevor ein Jahr später der Verlag im Penguin Verlag aufging.

## Autoren

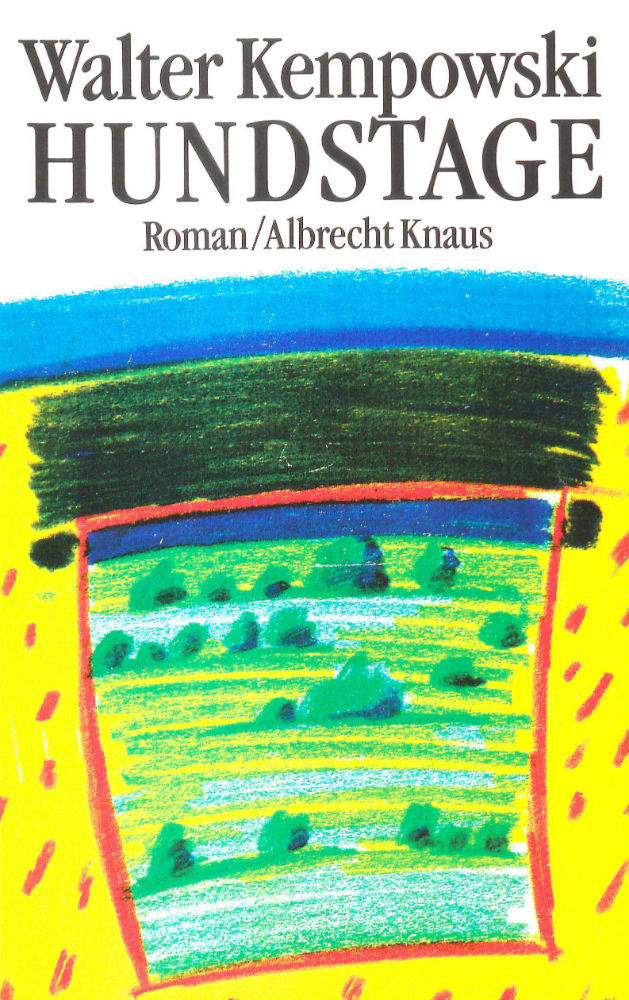
Hundstage (1988)

- Peter Ackroyd
- Joseph Boyden
- John Burnside
- Katinka Buddenkotte
- Alex Capus
- Peter Cameron
- Marc Degens
- Stanislas Dehaene
- Thea Dorn
- Aslı Erdoğan
- Jenny Erpenbeck
- Stefan Gärtner
- Fabio Geda
- Alexander Häusser
- Klaas Huizing
- Carsten Jensen
- Josef Joffe
- Walter Kempowski
- Ross King
- David Lama
- Harald Lesch
- Pascal Mercier
- Philipp Meyer
- Michael Miersch
- Walter Moers
- Irène Némirovsky
- Lawrence Norfolk
- Hannu Raittila
- Anatol Regnier
- Julia Schramm
- Rachel Seiffert
- Gerhard Seyfried
- Cora Stephan
- Karin Struck
- Sandro Veronesi
- Vendela Vida
- Simon Winchester
- Xiaolu Guo